# Листопадов, Митрофан Петрович
Митрофа́н Петро́вич Листопа́дов (7 июля 1928, Сердюки, Репьёвский район — 17 сентября 2014, Новокузнецк, Кемеровская область) — капитан Иртышского пароходства, лауреат Государственной премии СССР (1978).

## Биография
Окончил штурманское отделение Благовещенского речного училища (1950). В 1951 г. по направлению приехал в Омск.
Проработал в Иртышском пароходстве 40 лет: штурман, с 1958 г. капитан на теплоходах — буксирных судах «Жуковский», «Нестеров», ОТА-871, ОТА-2001, ОТА-902, ОТ-2018.
Один из инициаторов вождения большегрузных составов: в 1974 г. в Обь-Иртышском бассейне провёл первый состав из 6 барж по маршруту Томск — Сургут. В последующие годы вёл составы общим весом 18-30 тыс. тонн, за счёт чего в 1,5-2 раза увеличилась производительность работы флота.
Избирался председателем совета командиров флота Омского судоремонтно-судостроительного завода.
С 1990 г. на пенсии. Жил в г. Новокузнецк Кемеровской области. Умер 17 сентября 2014 года.

## Награды и звания
- Орден Ленина (1977);
- Орден Трудового Красного Знамени (1974);
- Орден «Знак Почёта» (1966);
- Медаль «За доблестный труд. В ознаменование 100-летия со дня рождения В. И. Ленина» (1970);
- Медаль «За освоение недр и развитие нефтегазового комплекса Западной Сибири» (1979);
- Государственная премия СССР (1978) — за большой личный вклад в повышение эффективности использования речного транспорта.